# Carmen Cinta
Carmen Cinta Mora Rodríguez,  más conocida como Carmen Cinta (Huelva, 14 de mayo de 1990), es una cantante de copla y actriz española, nacida en Huelva.

## Biografía
Carmen Cinta nació en la ciudad de Huelva. Desde muy pequeña comenzó a cantar en su tierra, teniendo claro que lo suyo era la música. A los 6 años apareció por primera vez en televisión en el programa ‘Veo veo 96’ de Canal Sur Televisión, donde ganó el Premio revelación.
Con 7 años se presentó  a Menudas estrellas, imitando a Perlita de Huelva, donde ganó su estrella y pasó a la semifinal. También participó en Antena 3 en el programa Esos locos bajitos para cantarle a Martirio y a Cristina Sánchez. Ha participado en Televisión Española en el programa especial de Navidad Risas y estrellas, presentado por José Luis Moreno, tras lo que le  llamaron para otro programa de la misma cadena, ‘Digan lo que digan’.
Con la edad de 12 años apareció  en el programa A tu lado de Telecinco, presentado por Emma García. 
Con 17 años formó parte de la primera edición de Se llama copla, en donde consiguió hacerse un poco más conocida y cerrar actuaciones por toda Andalucía, Madrid, Extremadura y Portugal.
Poco tiempo después estudió arte dramático en ESAD Huelva y Huelva Actores, de la mano de Frank Romero, integrante del grupo musical Loco Mía.
En 2016 participó en el programa Se llama copla: El desafío, en donde estuvieron los mejores de cada edición. Interpretó De Andalucía yo soy y Échale guindas al pavo.
En febrero de 2019 participó en la gala Del Fandango a la Copla, pasando por el Pop, a beneficio de la 'Real Hermandad Sacramental de Jesús y María' de Trigueros, compartiendo cartel con artistas como Blanca Villa.
En marzo de 2019 participó en la gala homenaje a Perlita de Huelva, titulada 80 Años de cante, en el Teatro Municipal Juan Prado de Valdemoro (Madrid), siendo la telonera de Estrella Morente, además de compartir cartel con artistas como Pepe Habichuela, María Vargas, Marián Conde, Pilar Boyero, Saray Muñoz, entre otros.
Ese mismo mes participó en el musical Don Paco en el Gran Teatro de Huelva, en tributo a Frank Romero, autor de la obra dedicada a la figura de Paco Toronjo.
En julio actuó en el programa Gente con arte de Canal Sur Televisión interpretando Carmen de España.

## Premios y honores
- 1996: Premio Revelación de Andalucía "Veo Veo 96" - Marbella
- 1996: Premio Finalista "Veo Veo 96" - Oviedo
- 1997: Premio "Peña Jardín de Málaga"
- 1998: Premio Semifinal "Menudas Estrellas"
- 1999: Premio Teleonuba: Canción Española
- 1999: Premio Ansares "Los niños por los niños"
- 2009: Premio Adifle